# Gahnia procera
Gahnia procera là loài thực vật có hoa trong họ Cói. Loài này được J.R.Forst. & G.Forst. mô tả khoa học đầu tiên năm 1775.